# Jan Barták (fotbalista)
Jan Barták (* 19. listopadu 1972) je bývalý český fotbalista.

## Fotbalová kariéra
V československé lize hrál za SK Hradec Králové. Nastoupil v 1 ligovém utkání. Ve druhé lize hrál za SK Chrudim a SK Xaverov Praha.

## Ligová bilance
| Ročník                                   | Zápasy | Góly | Klub                       |
| ---------------------------------------- | ------ | ---- | -------------------------- |
| 1. československá fotbalová liga 1991/92 | 1      | 0    | SK Hradec Králové          |
| 2. česká fotbalová liga 1998/99          | 25     | 1    | SK Chrudim                 |
| 2. česká fotbalová liga 1999/00          | 8      | 0    | SC Xaverov Horní Počernice |
| CELKEM 1. liga                           | 1      | 0    |                            |